# 수동 시선 유도 방식
수동 시선 유도 방식(Manual command to line of sight, MCLOS 또는 MACLOS)은 유도 미사일을 유도하는 방법이다.
MCLOS 미사일의 경우 운용자는 미사일과 표적을 동시에 추적하고 미사일을 표적까지 유도해야 한다. 일반적으로 미사일은 조이스틱으로 조종되며, 잠망경형 망원경을 통해 경로를 관찰한다. 미사일은 일반적으로 발사 시 자동으로 점화되는 마그네슘 플레어가 베이스에 장착되어 포수가 추적 탄약과 개념적으로 유사한 방식으로 빠르게 움직이는 미사일을 시각적으로 추적할 수 있도록 한다.
MCLOS를 숙달하려면 상당한 훈련과 연습이 필요하다. 포수의 집중력이 조금만 흐트러져도 실수가 발생할 수 있기 때문이다. 이러한 유도 시스템은 적시에 수동 수정이 필요한 불규칙한 비행 경로로 인해 포수의 완벽한 조준선에도 불구하고 탱크 크기 표적에 대해 한계 정확도를 갖는다. 소련으로 무장한 아랍 국가들의 공격을 받고 있는 이스라엘 군대에서 입증된 바와 같이, 미사일 발사의 독특한 연기에 빠른 기동과 즉각적인 반격으로 대응하면 정확도가 최소화된다. 대전차 유도 미사일(ATGM) 사수는 극소수에 불과하다. 사격을 진압하는 동안 미사일의 전체 비행 시간 동안 빠르게 움직이는 탱크에 집중했다.
오늘날 MCLOS 유도는 대부분 사용하기 쉬운 반자동 조준선 명령(SACLOS)으로 대체되었다. SACLOS를 사용하면 포수가 강제로 유도하는 대신 광학 조준경(미사일을 유도함)으로 표적을 추적할 수 있다. 시각적으로 목표물을 추적하고 미사일을 수동으로 비행할 수 있다. 비커스 비질리언트(Vickers Vigilant)는 단순한 "가속도 제어"가 아닌 온보드 자이로스코프를 사용한 "속도 제어" 방법을 사용하여 이를 해결하려고 시도했다.

## 같이 보기
- AGM-12
- 아존
- 프리츠 X
- 와서폴
- SS.11
- ENTAC
- AT-1
- AT-3
- 스윙파이어 (초기 모델)